# 張泰琓
張泰琓（：／ Jang Tae-wan；1931年9月13日—2010年7月26日），又譯張泰玩，前韓國陸軍少將及國會議員，生於慶尚北道漆谷郡。張泰琓因在1979年雙十二政變中抵抗全斗煥的叛軍而知名。2000年加入金大中的新千年民主黨，當選韓國國會議員。2010年，病逝於首爾峨山醫院。

## 生平
張泰琓1931年生於慶尚北道漆谷郡的農民家庭，是家中的次子，家族本贯仁同張氏。1950年，畢業於韓國陸軍行政綜合學校11期，旋即參加朝鲜战争。1972年陞任（大韓民國國軍，下同）第5軍團参謀長。1973年，任首都警備司令部參謀長。1978年，任陸軍本部任教育参謀部次長。1979年11月，獲時任陸軍總長兼戒嚴司令官鄭昇和起用為首都警備司令官。
1979年雙十二政變期間，擔任首都警備司令官的張泰琓是抵抗全斗煥叛軍的軍隊指揮官，但張泰琓最終不敵叛軍被捕。其後，他被保安司令部西冰庫分室拘留，至1980年3月被釋放。1980年2月5日，他在拘留期間與全斗煥見面。全斗煥向他表示「要不是張前輩這樣，我們第二天就想把你（張泰琓）提升為中將，讓你當軍長。如果理解情況，回家休息6個月左右的話，我們會給你安排工作的。」其後，保安司調查官要求他撰寫申請退役編入預備役的要求書，因此被逼結束了30年的軍旅生涯。
張泰琓的父親在得知政變消息後，表示「自古以來，國家有謀反之時，忠臣不會依賴謀反者苟活」。其後，其父除了喝米酒之外斷絕飲食，於1980年4月18日逝世，享年73歲。1982年1月，張泰琓的獨子張成浩離開首爾大學後下落不明。同年2月9日，其兒子的屍體被發現倒臥於張泰琓的故鄉，即慶尚北道漆谷郡洛東江山腳下的祖父墓地旁。張泰琓在兒子死亡後經常憶起亡子，並不斷不分晝夜地跑到墓地大聲痛哭。
2000年，張泰琓宣佈加入金大中的新千年民主黨，並當選韓國國會議員。2004年，宣佈不尋求連任。同年，國會議員任期滿後自政界引退。
2010年，於首爾峨山醫院病逝，享年78歲。遺體葬於國立大田顯忠院。

## 人物形象
前韓國陸軍總長鄭昇和在回憶中說道，張泰琓是「既坦誠率直又有勇氣的純潔軍人」。因張泰琓在雙十二政變中站出來反抗全斗煥的叛軍，許多韓國人認為張泰琓是真正的軍人。

## 家庭
與妻子育有一子（1982年身亡，見上文）一女，張泰琓2010年去世後，妻子精神狀態一直不佳。2012年1月17日，張泰琓的妻子跳樓自殺。

## 轶事
在双十二政变中，张泰琓曾在电话中怒斥壹会成员，这一场面在MBC的电视剧《第五共和国》中由演员金基贤得到还原。但历史上张泰琓怒斥叛军的原话要比影视作品中的更为激烈。
张泰琓明确表示过自己看过关于自己的影视作品，例如《韩国门》、《第四共和国》《第五共和国》。而且批评过《第五共和国》的全斗焕形象太好，导致了一阵“全斗焕热”。

## 影视作品
- 《第四共和国》：由李永厚饰演
- 《韩国门》：由金东铉饰演
- 《第五共和国》：由金基贤饰演
- 《首尔之春》：由郑雨盛饰演（剧中名为李泰臣）

## 外部連結
- . 在大韓民國憲政會網站的連結 （韩语）.